# Созыкин, Виктор Михайлович
Виктор Михайлович Созыкин (17.08.1927 — 04.10.2003) — бригадир слесарей-монтажников Среднеуральского участка треста «Уралэнергомонтаж» Министерства энергетики и электрификации СССР, Герой Социалистического Труда (20.04.1971).

## Биография
Родился в деревне. Окончил ремесленное училище по специальности «монтажник». В 1946—1950 гг. служил в армии.
С 1950 г. работал на энергетических стройках, в том числе на строительстве Белоярской АЭС (Белоярский монтажный участок). С 1960 г. бригадир слесарей-монтажников Среднеуральского участка треста «Уралэнергомонтаж».
В 1962 г. награждён орденом «Знак Почёта». Указом от 20.04.1971 присвоено звание Героя Социалистического Труда.
Жил в Свердловске.
Скончался 4 октября 2003 года. Похоронен на Восточном кладбище.